# Ivan Harajda
Ivan Harajda, rusínsky Іван Гарайда, ukrajinsky Гарайда Іван Андрійович, někdy je uváděn jako Jan Harajda (29. ledna 1905 Zaričovo – 13. prosince 1944 Užhorod) byl rusínský lingvista, pedagog, tlumočník, publicista, vydavatel a autor gramatiky rusínského jazyka.

## Život
V roce 1919 se jeho rodiče, učitelé na střední škole, odstěhovali do Maďarska. Vystudoval střední školu v Székesfehérváru. V roce 1928 vystudoval práva (doktorát) v Budapešti, v roce 1930 filozofii na univerzitě v Pécsi. Od roku 1930 byl stipendistou polské vlády na Jagellonské univerzitě v Krakově, kde studoval polsko-maďarské vztahy a kde v roce 1934 získal magisterský titul z filozofie. Byl učitelem maďarského jazyka na Jagellonské univerzitě. Učil také na nižší střední škole v Krakově. Dne 6. listopadu 1939 byl spolu s dalšími profesory zatčen gestapem a deportován do koncentračního tábora Sachsenhausen. Po zásahu maďarské vlády na jaře 1940 byl z tábora propuštěn a poté učil na střední škole v Užhorodu historii.
V listopadu 1940 se stal ředitelem Podkarpatské společnosti věd. Působil jako publicista a vydavatel. Po vstupu sovětských vojsk do Užhorodu byl dne 17. listopadu 1944 zatčen a obviněn z „profašistické agitace... proti komunistickému hnutí, Sovětskému svazu a demokratickým státům“. Zemřel 13. prosince 1944 ve věznici Směrš 4. ukrajinského frontu v Užhorodu na selhání srdce při výslechu.
Zmiňují se o něm profesoři Jagellonské univerzity (Jan Gwiazdomorski) v knize Vzpomínky na Sachsenhausen (vydáno 1969, Wydawnictwo Literackie Kraków), Roman Prawocheński „Z univerzity do pekla“, Stanisław Urbańczyk „Univerzita za ostnatým drátem“ Literackie Wyterackie 1975, - „Gazeta Wyborcza“, týdenní příloha č. 7 (363) z 12. listopadu 2000, Stanisław Gawęda - „Jagellonská univerzita za druhé světové války 1939 - 1945“ - Wydawnictwo Literackie Kraków - Wrocław 1986.
Životopis a dokumenty jsou v Archivu Jagellonské univerzity v Krakově.

## Dílo
V Užhorodu v roce 1941 vydal Harajda jako ředitel Podkarpatské společnosti věd gramatiku rusínského jazyka.
Zpracoval polsko-maďarský slovník a rusínský slovník cizích slov.
Spolu s Mikulášem Lelekačem zpracoval a vydal tato díla:
- Bibliografie podkarpatskoruských dějin literatury (1942)
- Bibliografie podkarpatskoruské literatury (1943)
- Všeobecná bibliografie Podkarpatska (1944)